# Felix Rötscher
Felix Rötscher (* 23. April 1873 in Querfurt; † 11. April 1944 in Aachen) war ein deutscher Hochschullehrer für Maschinenbau und Werkstoffkunde sowie Rektor der RWTH Aachen.

## Leben
Nach seinem Abitur im Jahr 1892 studierte Rötscher Maschinenbau an der Technischen Hochschule in Berlin und wurde anschließend nach seinem Abschluss als Diplomingenieur im Jahr 1899 dort auch als Assistent übernommen. April 1904 wechselte er als Abteilungsleiter zur AEG-Turbinenfabrik in Berlin, promovierte aber noch im Dezember 1905 an seiner alten Studienstätte. Im Jahr 1906 folgte er schließlich einem Ruf an die Technische Hochschule nach Aachen, wo er zum Ordinarius für die Einleitung in den Maschinenbau, die Maschinenelemente, Werkstoffkunde und Herstellungsverfahren ernannt wurde. Er gründete hier das Institut für Werkstoffkunde und wurde vor allem bekannt durch sein Werk über die Maschinenelemente und insbesondere durch seine Arbeiten auf dem Gebiet der Auslegung von Schraubenverbindungen mit Hilfe des anschaulichen „Rötscher-Diagramms“.
Darüber hinaus gehörte Rötscher zu den Mit-Initiatoren, die die wissenschaftlich-technischen Forschungen im Bereich Flugzeugbau der Technischen Hochschule, das entsprechende öffentliche Interesse sowie die notwendige Koordination eines geplanten Langstreckenflugs nach Berlin zusammenführten, wodurch es am 12. März 1911 zur Gründung des Aachener Vereins für Luftschifffahrt kam. Vier wissenschaftliche Vereine, der Aachener Bezirksverband im Verein Deutscher Ingenieure, die Gesellschaft für Erd- und Witterungskunde, die naturwissenschaftliche Vereinigung zu Aachen und der Elektrotechnische Verein sowie 76 Privatpersonen, darunter neben Rötscher die Professoren Junkers, Reissner, Hertwig, Frentzen, Wallichs, der Flugpionier Erich Lochner, der amtierende Oberbürgermeister Veltmann, Behördenvertreter, Stadtverordnete, Offiziere und sogar acht Ehefrauen, darunter die Damen Lochner, Polis, Rötscher, Reissner und Delius, zählten zu den Unterzeichnern der Gründungsurkunde. Mehr als 170 Mitglieder traten dem Verein bei und Felix Rötscher wurde in den ersten Vereinsvorstand gewählt. Rötscher war auch Mitglied des Vereins Deutscher Ingenieure (VDI). Er gehörte zunächst dem Berliner, später dem Aachener Bezirksverein des VDI an.
Mit einer Unterbrechung während der Zeit des Ersten Weltkrieges, in der Rötscher in einer Luftschiff-Ersatzabteilung tätig war, blieb er bis zu seiner Emeritierung im Jahr 1938 an der RWTH Aachen und bekleidete zwischenzeitlich von 1930 bis 1932 als Nachfolger von Hubert Hoff das Amt des Rektors und anschließend die Position des Prorektors der TH sowie des Dekans der Fakultät III.

## Rötschers Rolle im nationalsozialistischen Staat
In der Zeit des Dritten Reiches neigte Rötscher anfangs dazu, aus dem Tag von Potsdam neue Hoffnung und Zuversicht für den Bereich der Wissenschaft und Forschung zu gewinnen, trat aber beispielsweise ebenso wie sein Nachfolger in der Position des Rektors Paul Röntgen der NSDAP nicht bei. Er versuchte sich mit dem System zu arrangieren und wurde dabei unweigerlich immer mehr eingebunden. So war er unter anderem zusammen mit Adolf Wallichs, Hubert Hoff, Hermann Bonin und Robert Hans Wentzel mit der Überprüfung der Denunziationsfälle beschäftigt, die vom AStA (Allgemeiner Studentenausschuss) und den Studentenführern auf Grund angeblich kommunistischen Gedankengutes oder regimekritischen Verhaltens von Kollegen und Studierenden gemeldet wurden. Durch die Weiterleitung dieser Meldungen an den Reichskommissar im Erziehungsministeriums Bernhard Rust wurde den nicht arischen Professoren Otto Blumenthal, Arthur Guttmann, Walter Maximilian Fuchs, Ludwig Hopf, Theodore von Kármán, Paul Ernst Levy, Karl Walter Mautner, Alfred Meusel, Leopold Karl Pick, Rudolf Ruer, Hermann Salmang und Ludwig Strauss ab September 1933 nach dem Gesetz zur Wiederherstellung des Berufsbeamtentums die Lehrerlaubnis entzogen, obwohl Rötscher und Rektor Röntgen sich in Bittschreiben beispielsweise für den Mathematikprofessor Otto Blumenthal verwendet hatten.
Ebenso wenig konnte Rötscher 1934 gemeinsam mit Paul Röntgen und Hubert Hoff im Immatrikulationsausschuss der TH dem entgegenwirken, dass der Anteil der jüdischen Studierenden von 5 % auf 1,5 % und später noch weiter gesenkt werden sollte.
Im Rahmen der Kriegsvorbereitungen und den damit verbundenen Anforderungen der Rüstungsindustrie, war Rötscher ferner dazu angehalten, stärkere Betonung unter anderem auf Waffentechnik, Getriebelehre, Fernmelde- und Hochfrequenztechnik sowie Kfz-Technik zu legen, wobei er selber Versuche mit neuen Werkstoffen und Berechnungen an Konstruktionsteilen durchführte.
Dies alles führte dazu, dass Rötscher mit sich selbst im Unreinen war und er sich daher schrittweise aus der Hochschulführung zurückzog und schließlich aus gesundheitlichen Gründen 1938 emeritierte. Er blieb weiterhin in Aachen wohnhaft und wurde 1944 bei einem Bombenangriff durch die alliierten Truppen tödlich verletzt.

## Werke
- Die Maschinenelemente, Berlin, Julius Springer, 1927
- Handbuch für die Ausführung geschweisster Stahlbauten, Aachen, Aeros-Gesellschaft für Schweisstechnik, 1930
- Dehnungsmessungen und ihre Auswertung, Berlin,  Julius Springer, 1939